# ROOM NO.1301
《ROOM NO.1301》是一部由日本作家新井輝所寫的輕小說，日文版由富士見書房發行，全11冊，另有短篇4冊。中文版由台灣角川發行。此外亦有推出廣播劇CD 和漫畫 版本。

## 故事簡介
一直覺得不受女生歡迎的高一男生絹川健一，突然被同班同學大海千夜千告白。以此為契機，碰巧撿到一條奇怪的鑰匙，那是在附近有名的幽靈大樓裡13階的鑰匙，開始健一追求愛的故事。

## 角色介紹

### 13/F住客
絹川健一（聲：立花慎之介）
本作男主角，15歲。家族構成是一父一母和大3年的姐姐，一生風平浪靜，直到被同班同學大海千夜子告白前撿到一條奇怪的鑰匙後，他的日常就被破壞。因為雙親因公事繁忙、姐姐疏懶而擅長料理。性格異常被動、樂於助人。13/F中少數的常識人，居住的是1303室，目前和有馬冴子同居。本人長得頗為俊帥，在海灘時還被女孩子搭訕。
曾與西奈組成「西奈與巴克茲」樂團，巴克茲是水桶(bucket)的音，因為健一在演奏時頭戴著綾特製的水桶。吹奏樂器是口琴，雖然本人常說「西奈與巴克茲」是因為有西奈才會吸引那如此多人，但其實自己的口琴演奏也十分吸引人，甚至連同台舞者因為聽了他的口琴而停止跳舞，被他的口琴所吸引。
因為個性的緣故，本人不怎麼會生氣且不太會拒絕別人而時常遭人誤會，燕也常說:「你沒有身為千夜子男朋友的自覺。」
桑畑綾（聲：柚木涼香）
1304室住客，18歲，巨乳屬性。天才美術家，可惜缺乏普通人的生活常識。初登場是第一卷，因為工作後終於發現到自己肚餓，之後在街邊倒地，被健一撿到後送回家。
生活沒常的程度直到會不知道肚餓，販賣作品的開品的收入以現金型式放在房裡，房門長期沒鎖。可是對健一有異常興趣，目前努力引誘健一和她發生關係。
小時候因為自己特立獨行的天才，讓母親十分苦惱，而母親最後終於忍不住，便將綾送出去，綾早已知道自己對母親而言是一種累贅。
在那個雨天，綾想著自己可以在這個雨天死去就好了，但是被路過的健一拯救。
再之後多次因為太投入於自己喜歡得事情之中而忘記吃飯，都是健一伸出援手。
在某次決定自己要一個人出門。綾不怎麼在意錢的花費，所以常常不管多遠都是搭計程車，此時便想起健一曾說，電車可以省下很多，所以不太習慣綾搭計程車的做法。
想起了這些事情的綾，決定嘗試自己搭電車，但在電車上遭到色狼襲胸，在回到大樓中間時覺得非常想吐，也剛好被健一看到，在健一的安慰之下，綾也說出了自己跟母親得事情，請健一與自己去路上散步，並且走到了自己以前的家，看到了母親看起來很快樂的樣子。就知道自己的離去是對的。
在冴子死去之後，一直都在安慰著健一，其實自己一直想跟健一說自己要搬出13/F得事情，不過覺得自己說了以後，決心會動搖，所以僅僅沒有跟健一說。決定不告而別。
在隔天，健一發現綾的房門是鎖的(平常綾總是不鎖房門)以為是綾也終於學會鎖房門了，但在刻也與健一說綾已經搬出去後，在健一憤怒之下，頭也不回得出去尋找綾。
在奔出後沒有尋到綾，決定請錦織小姐幫忙，但是卻遭到了拒絕。而健一也毅然發現，綾已經成長了許多，這便是綾之前說的:「13/F的住戶在長大以後就得搬出去。」健一終於理解了這句話的意思。
在健一任為自己已經與綾的緣分耗盡時，在千夜子與鈴璃的幫助下，在度與13/F的住戶在早苗小姐的咖啡廳中相遇，綾表示，其實自己在經過一段時間冷卻後，她一直都在尋找健一，但是好像被一股力量阻礙而無法與健一相遇，而健一也一直也感覺好像是一股無形得阻礙在阻擋他們相遇。
此時的綾已經是一個日本知名的美女藝術家，仍然喜歡著健一，並且還是一點都沒變的說自己想要跟健一做愛。
八雲刻也（聲：寺島拓篤）
1302住客，15歲，健一的同班同學，家族構成是父母和一妹一弟。因性格綠故被綾稱作管理員。自認自己不擅長與別人討論跟解決人與人的問題。
雖然與班上同學沒有什麼交際，但視健一為朋友。看起來很冷淡，但其實是因為自認不擅於與人相處，所以很少與別人主動接觸，但總是會對13/F的人用自己的方式給予幫助。
成績十分優異，在高中時就通過司法考試，甚至讓人覺得他是讀錯學校，實際上是因為沒有考上想要讀的學校(因為沒有參加考試)。
女朋友為九條玲璃。
有馬冴子（聲：名塚佳織）
1303住客，和健一是同班同學，外號是「人盡可夫」，隨便甚麼人都可以發生關係，本人在與健一同居時宣稱是因為『性愛中毒』，若不發生關係當天就無法入睡，但實際的原因卻更加深遠。在和健一同居以後沒和其他人發生關係。是有馬集團主席的私生女兒，作品內沒有詳細說明。雖然母親住在同一大樓的12/F，但沒交流。本人其實十分溫柔。在與健一相處中扮演著相互依靠的角色，不會說出健一想聽的話，但總一在健一低落時陪在他身邊，是健一最依靠的人。
在與健一同居時，與健一約法三章:「請你不要愛上我」。說出這句話時，冴子的表情是悲傷的。
在小說最終卷死亡。
　冴子早應該在故事尾聲前一年半就應該死去了，醫生表示她可以活到現在簡直是奇蹟。冴子某日肚子痛，但是為了不讓母親擔心而隱忍疼痛，甚至越來越善於隱藏疼痛，有一天，她終於忍受不了疼痛而倒下，送到醫院時，並沒有表明冴子的病是什麼，但已經發現的時候已經沒有救了，而冴子並沒有因此感到難過，因為這段時間內，母親天天都來照顧她，平時因母親忙碌，所以無法常常陪伴她，所以此刻的冴子很幸福:「反正我都要死去了，在最後給母親添一下麻煩也沒關係吧。」一直一來都有這樣的想法，希望在死前有母親陪伴就夠了，但是母親卻去尋找了有馬先生幫忙，希望他可以幫住冴子。
　雖然病情沒有好轉，但是她已經可以站起來，也因此可以出院，所以母親便不常來照顧她。原本希望母親可以照顧她到最後，但是母親卻去找了有馬先生幫忙。感受到背叛的冴子從此活在希望有人可以陪伴她的恐懼之中，無論是誰都可以，只要可以讓她感覺此刻的她是被需要得就可以了，這便是人盡可夫的由來。
　在與健一坦承之後，向來到醫院的健一提出最後的願望:「希望今天晚上，你可以一直握著我的手。」之後在健一的陪伴下死去。
真名是「榛名(ハルナ)冴子」，也是小時後與健一遇到的女孩子，那時候健一和冴子一起看著「時之守護者」。健一僅僅只記得這個女孩曾經說過自己是HARUNA。而後來知道冴子真正的姓之後，便知道她就是小時候與自己相遇的女孩子。　
西奈
305住客，15歲，是窪塚日奈的第二個人格，和健一同級但不同班，有一雙胞胎姐姐佳奈，和母親波奈、父親一起居住。雖然說是1305的客，但也只是用作更衣的地方。定位是男生，目前在做街頭演唱，為的是吸引作為意中人的雙胞胎姐姐佳奈。
西奈作風是上世代男生，不拘小節，大膽，一直想要和女生有超越朋友的關係，一直沒有成功。
為了吸引佳奈注意而和健一組成了「西奈與巴克茲」。其歌聲被許多人所傾慕。與健一之間的搭擋關係深厚，認為這世界最關心他的人便是健一。
與其說是二重人格，不如說是女扮男裝，原本只是為了壯膽。
一直到離開13/F都沒有和健一發生關係，而且是最早離開13/F的人。
```
第一次見面是在健一和冴子兩人出門時，遇到對冴子有怨的飯笹，健一為了保護冴子，遭到飯笹的毆打，在情急之下，西奈在飯笹後面攻擊了飯笹，使他倒下。
```

在健一因為某件事情而心情低落時，巧遇了西奈，西奈表示自己也撿到了一把寫有1305的鑰匙，後來1305變成為西奈的秘密基地。而西奈在屋頂唱歌時，他的歌聲吸引了健一。
西奈為了吸引佳奈，隨便的就將健一拉進樂團中。健一也表示同意，但是希望自己的臉不要露出來，於是請綾改造了水桶，讓健一戴上。這便是巴克茲(名字已經先取好，會取名為西奈與巴克茲另有原因。)
健一表示自己只會鐵三角、口琴等等樂器，於是西奈便將自己的複音口琴(本人自稱是福音口琴)交給了健一，並教健一要試著用身體記住它，不要硬記。
在練習五首曲子後，西奈在幾天後臨時便要健一馬上練習要表演的曲子，當天馬上就表演。雖然健一很錯愕，但是仍然把取目練習好。
在演出時，兩人大放異彩，後來也吸引越來越多人。
某天在路上遇到了飯笹，原本以為飯笹會再度攻擊健一，沒想到飯笹居然向健一道歉，並且邀請健一和西奈到自己家中喝酒，西奈在飯笹慫恿下喝下了酒，後醉倒。健一在送在1305已經恢復女裝的日奈回去時，佳奈以為健一強迫佳奈灌酒，在憤怒之下賞了健一一巴掌。但健一心中卻認為，如此一來，佳奈就會對健一失望，並且比以前更加愛護日奈。因為日奈愛上佳奈的遭遇很像自己與螢子，而想支持她的這份感情，及使知道這感情會沒有結果，畢竟佳奈是一個普通人。因此健一可以為了西奈犧牲一切。
在這之後，西奈與巴克茲便停止表演，而西奈也沒有出現在13/F中，這使的大樓的住戶們感到難過。
雖然起初健一是被硬拉組成樂團，但在經歷悲劇後，西奈將他拉進樂團之中卻拯救了健一，這也使的健一十分感謝西奈，這也是健一可以為了西奈犧牲一切的主要原因。
後來在錦織小姐的幫助下，佳奈在學校向健一道歉，誤會便解開了。
在機緣之下，佳奈看到了西奈的表演，並且被西奈吸引，知道健一是巴克茲以後，佳奈便希望健一可以幫忙讓自己與西奈見面。健一答應後，佳奈便帶著美里來公園見西奈和健一。此時的佳奈還不知道西奈便是日奈(佳奈僅認為西奈是一個美少男)。在經過了這相遇後，西奈和佳奈便開始交往。
在表演數次以後，西奈與巴克茲聲名大噪，並且接受了電視節目的邀約。西奈與健一便邀請了13/F的所有住戶到綾的房間一同觀看兩人上節目。在節目結束後，日奈決定向佳奈告白。並且坦承自己的身分。
佳奈一直以為日奈喜歡健一，所以在日奈說自己要向佳奈談述一些關於感情的事情時，佳奈便說自己早就知道了日奈的感情，日奈很震驚，但不知道這是誤會，自己還是想要想要自己表達這情感，於是日奈終於向佳奈告白。
佳奈很震驚，因為她以為日奈喜歡的是健一，以為日奈是因為健一有女朋友所以才不敢表達自己的愛意。但是佳奈只是一個正常人，所以他無意間說出比拒絕還要傷害日奈的話:「妳不可能喜歡我，一定是妳搞錯了。」讓日奈大受打擊，因為佳奈否定了日奈的愛(雖然佳奈是無意的)。於是便飛奔出家門，不斷重複的說:「笨蛋笨蛋笨蛋」。
在奔出去時，不小心在路上撞到人，那人向日奈說:「妳沒事吧?」健一一看，發現是日奈，而日奈抬頭發現是健一，心裡想著:「是這個世界上唯一一個真心關心我的人。」
健一很明白，日奈對佳奈的愛絕對是無庸置疑的，他也知道日奈絕對不是因為被拒絕就會像這樣飛奔出來的弱小的人。於是很擔心佳奈與日奈之間到底發生了什麼事。
在自暴自棄之下向健一說了:「吶，健一，我們來做愛吧。」但是健一拒絕了。最後在健一的擁抱下決定要繼續向前走。
後來在錦織小姐的幫助下，日奈決定轉學到培育偶像出道的住宿學校。
佳奈在放學後將健一約出，並且詢問了日奈得事情健一是否知情，並表示這一切都是無可奈何得對吧?
健一十分憤怒，佳奈居然想要這樣逃避日奈對她的愛，於是生氣的怒罵了佳奈。但事後卻了解了這是沒辦法得事情，因為佳奈不過是一個普通人，佳奈不是日奈，她是無法裡解日奈的，無論是現在還是未來。
原本健一以為自己與13/F的住戶緣分已經用盡，但幾年後，在千夜子與鈴璃的幫助下，健一與13/F的住戶們在度在早苗小姐的咖啡廳中再度相遇。

### 其他主要角色
絹川螢子（聲：伊藤靜）
健一的姐姐，健一稱呼她為「螢火蟲」。在第七卷和圭一郞結緍。
以異性的心情喜歡自己的弟弟健一，第一卷在姐弟間吵架中一時情迷意亂和健一發生了關係，順帶一提的是在這之前螢子還是處女。
和綾是高中的同學，也是美術科的競爭對手，分別是綾是天才，螢子只是秀才，不過目前先攻美術大學。
第三卷知道健一和綾的關係後向健一表白，並「強迫」健一和她發生關係。這兩姐弟的關係只維持了不到一天。
因為圭一郞只是為了想要個妻子，所以並不是對螢子本人持有感情，本因是如此，但圭一郎在第六卷序章中表示:「自己已經真正愛上螢子了」
同上，第一、二個孩子的生父均是健一。
大海千夜子（聲：明坂聰美）
本故事就是以這女孩的表白為開端，目前是健一的女朋友。性格温柔，嬌小可愛，雖然比不上螢子和綾，不過胸部也很大。不介意健一和其他女生接觸，而和健一的關係亦只到牽手為止。家族構成是父母和哥哥。
```
在某次看見健一在上課觀望外面的鳥時，越來越注意健一，後來喜歡上了健一。
```

在與健一告白後，健一表示自己要思考一下，千夜子便提出了「交往試用期」的建議，希望可以交往三個月，她會試著讓健一喜歡上自己。
在健一多次搖擺不定時，可以看出千夜子巨大的包容力，以及對健一的信任和愛。
早已隱隱約約看出健一和冴子之間的關係，她也了解健一曾經喜歡冴子，而在健一對千夜子完全坦白自己與多位女性都有發生關係後，健一以為千夜子會對自己完全失望，
但是沒想到千夜子卻說:「......看來你終於認真了。」「健一同學以前一直保持冷靜，讓人猜不透你在想什麼，現在我終於知道你在想什麼。」「剛才健一同學所說的話，我大概都想像的到」因為千夜子早就知道健一和冴子同居得事情「我一直都在觀察健一同學，這種程度我當然知道。」「我果然是一個不喜歡服輸的人。」「所以及使知道健一同學喜歡有馬同學，我也不會因此討厭你或跟你分手，不只是對有馬同學，對其他人也是一樣，儘管來吧，雖然一直遇到挑戰會讓我不太高興。」
千夜子問健一還喜不喜歡自己，健一回答:「......或許吧」千夜子便高興的流下了眼淚。
在最後，健一終於完全喜歡上了千夜子，現在的健一已經可以百分之百確定，健一珍惜著與千夜子的時光，並且沉浸在其中。
鍵原燕（聲：齋藤千和）
千夜子的好友。比千夜子自身更重視和健一之間的關係，健一和其他女生接觸時會暴走。
討厭多次與自己的男朋友(本人覺得快要成為)發生關係的冴子，但在與刻也談論時，刻也曾說:「我認為有馬同學睡了妳男朋友，其實是為妳好。因為妳的男朋友不是真心想跟你交往。」經過與刻也的談話，她逐漸發覺自己對她的恨已經和先前截然不同，也理解到自己的愚蠢而後悔不已。
在學校被人稱為「花癡」。
自己還是沒男朋友。
窪塚佳奈
日奈的雙胞胎姐姐，活潑，但不擅長處理感情，為健一添了許多麻煩。

### 其他角色
窪塚波奈
西奈和佳奈的母親，看起來非常年輕且有活力的人。總是希望自己可以變胖，在生下日奈和佳奈時以為可以變胖，結果不然。很早就知道日奈喜歡佳奈，也已經知道最後佳奈不會接受日奈的愛意，因為佳奈只是一個普通人，但她並沒有阻止這一切，因為她相信要讓日奈自己經過這一切才會有所成長。但是對於兩個女兒受到傷害感到痛苦。
九条鈴璃
刻也的未婚妻，身體嬌小，看起來像小學生，但胸部很豐滿。
九条流輝
九条鈴璃的弟弟，身高很高。常常自己一個人在國道沿線球場練習投藍，專注在自己喜歡的事情上面。因性格的關係所以比較少與人交流，很少有尊敬的人。但是很欣賞健一學長。
八雲狹霧
八雲刻也的妹妹。雙腿纖細、五官端正的聰明美人。千夜子第一次見到她時，便對她的身材及容貌感到自卑。是籃球隊的人，曾經請流輝指導在籃球部的學妹。
喜歡健一，但自己的未來早就已經被父親定下來，而自己也欣然接受，所以並沒有行動，只是一直想在自己結婚前，試試看與喜歡的人談戀愛。
曾想著健一自慰
八雲一也
八雲桔梗
狹霧和刻也的母親。因心臟病的關係住入醫院。是一位很有活力的人。
有馬靜流
螢子大學時的同學。被人稱作『人盡可夫的女人』，是冴子同父異母的姐姐。
有馬十三
美佐枝
有馬冴子的生母，擁有一頭烏髮的美人，實際上本人已經40來歲。本人是冴子父親的外遇對像。在懷上冴子時，擔心會被人要求打掉，於是跑到非常遠的地方將冴子生下撫    養，後來被有馬一家找到，最後歸於有馬一家。與冴子父親互有真情。
大海悟
大海千夜子的哥哥，與螢子是高中的同班同學，曾經想追求螢子但沒有成功，有著有些遺憾的好色個性，與千夜子的關係並不是很好．
雖然表現輕浮，實際上大學時專情於螢子(在她結婚前都是處男)，對螢子十分關心。最終知道螢子看不上他。在她結婚後便放下這感情。現在與三条宇美交往中。
大海久美子
悟和千夜子的母親，外表看起來很年輕，且有一點孩子氣。與悟的互動比起像是母子更像是姐弟。
三条宇美
螢子大學時的同學。在看過螢子作畫後便放棄作畫。喜歡螢子畫畫時的樣子。在學校採用綾而不採用螢子的作品去比賽時，曾經與老師抗議爭吵。擅長運用紅色作畫。
御園尾咲良
御園尾伸吾
美里
高城純
榛名
薰澤歌織
早苗的責任編輯。
源靜夫
健一的父親
熱愛工作，經常不在家裡。在知道健一和螢子的關係後，傷心的流下眼淚並說:「不要再這樣做了。」，但是父親會流下眼淚的真正原因是因為，過去他曾喜歡自己的姐姐。
當時家中是重男輕女的舊觀念。姐姐嫁出去的時候一年半後就回來了，因為姐姐無法忍受對方的家暴行為，但是健一爺爺卻視女兒這樣的行為是一種對家族的奇恥大辱，於是將她軟禁。一直深愛姐姐的自己在姐姐最低落的時候幫助了她，而姐姐也恢復了精神，但最後卻自殺了，因為她無法接受自己居然是被弟弟所拯救。而他為自己所做得事情感到後悔不已，認為姐姐會自殺都是自己害的。向健一攤牌後，表示自己會支持螢子和健一，但是希望他們不要再傷害健一的母親了。
健一的母親
跟健一的父親一樣熱愛工作，時常不在家中。當她知道螢子和健一的關係以後，精神崩潰，忘記了自己有健一這個兒子。並非因為不想面對而假裝忘記，而是因為精神大受打擊，使自己真的忘記有健一的存在。在最終卷中從螢子那得知她已經想起健一，在她醒來以後表示，自己都省來了，螢子又要結婚了，這時候的健一跑去哪裡了，說出這些話時還很生氣。螢子在說明完情況後說:「雖然母親已經想起你，但不代表她已經體諒我們這件事了。」

### 雨音的關係人
雨音
　圭一郎過去所愛的人，源靜夫的女兒，已經過世。
錦織繪里
　綾的經紀人，是一位非常能幹的女性。
古西早苗
　冴子打工咖啡廳的店長，跟繪里是朋友。咖啡廳生意其實並不好，但是在咖啡廳的裝潢上十分用心。開咖啡廳僅僅只是因為自己喜歡煮咖啡，其實本職是作家(BL向小說)。

　曾經離過一次婚，對方是大企業的老闆，離婚後，雖然當作家足夠讓自己生活，但是丈夫還是因為自尊心使然的關係給了她一筆巨大的贍養費。
　

　作品為《啊啊!眼鏡大人☆》，甚至還有動畫化，但本人不怎麼在意，編輯部表示想將作品動畫化時，早苗只說了一句:「萬事拜託了。」然後就將動畫化的工作交給了歌織。
辻堂幹久
荊木圭一郎

## 書籍一覽

### 小說
| 日文标题 | 中文标题                              | 日文ISBN               | 日文发售时间   | 中文ISBN           | 中文发售时间   |
| 本篇     | 本篇                                  | 本篇                   | 本篇           | 本篇               | 本篇           |
| -------- | ------------------------------------- | ---------------------- | -------------- | ------------------ | -------------- |
|          | ROOM NO.1301＃１ 帶有藝術氣息的芳鄰!? | ISBN 4-8291-6224-4     | 2003年9月10日  | ISBN 9789861743868 | 2007年6月23日  |
|          | ROOM NO.1301＃２ ××中毒的同居人？     | ISBN 4-8291-6260-0     | 2004年6月10日  | ISBN 9789861744544 | 2007年8月24日  |
|          | ROOM NO.1301＃３ 羅曼蒂克的同居人?    | ISBN 4-8291-6268-6     | 2004年9月10日  | ISBN 9789861744940 | 2007年10月27日 |
|          | ROOM NO.1301＃４ 歇斯底里的姊姊！     | ISBN 4-8291-6282-1     | 2004年12月10日 | ISBN 9789861745862 | 2008年1月16日  |
|          | ROOM NO.1301＃５ 英姿煥發的妹妹？     | ISBN 4-8291-6297-X     | 2005年3月10日  | ISBN 9789861746470 | 2008年4月16日  |
|          | ROOM NO.1301＃６ 禁慾主義的姊姊！     | ISBN 4-8291-6323-2     | 2005年10月8日  | ISBN 9789861749266 | 2008年12月6日  |
|          | ROOM NO.1301＃７ 尖酸刻薄的西奈？     | ISBN 4-8291-6327-5     | 2005年12月10日 | ISBN 9789862370339 | 2009年3月20日  |
|          | ROOM NO.1301＃８ 樂觀開朗的妹妹！     | ISBN 4-8291-6367-4     | 2006年10月7日  | ISBN 9789862373927 | 2009年11月28日 |
|          | ROOM NO.1301＃９ 勇往直前的西奈！     | ISBN 978-4-8291-6401-3 | 2007年10月10日 | ISBN 9789862379219 | 2010年11月13日 |
|          | ROOM NO.1301＃10 有條有理的管理員？   | ISBN 978-4-8291-6412-9 | 2008年9月20日  | ISBN 9789862871522 | 2011年5月21日  |
|          | ROOM NO.1301＃11 莫名其妙的她！       | ISBN 978-4-8291-6414-3 | 2009年3月20日  | ISBN 9789862876107 | 2012年3月22日  |
| 短篇     |                                       |                        |                |                    |                |
|          | ROOM NO.1301 SHORT STORY ＃１         | ISBN 4-8291-6307-0     | 2005年6月10日  | ISBN 9789861747996 | 2008年8月22日  |
|          | ROOM NO.1301 SHORT STORY ＃２         | ISBN 4-8291-6344-5     | 2006年3月10日  | ISBN 9789862372128 | 2009年8月29日  |
|          | ROOM NO.1301 SHORT STORY ＃３         | ISBN 4-8291-6384-4     | 2007年2月10日  | ISBN 9789862377604 | 2010年8月21日  |
|          | ROOM NO.1301 SHORT STORY ＃４         | ISBN 978-4-8291-6406-8 | 2008年1月10日  |                    |                |

## 廣播劇CD
由5pb.负责发行廣播劇CD，NBC環球娛樂负责销售。2007年2月23日发售第一卷，5月25日发售第二卷，9月21日第三卷分上下卷同时发售。